# 壳斗目
壳斗目（學名：Fagales），又名山毛櫸目，在生物分类学上属真双子叶植物之下的豆类植物分支，包括很多最常见的树木。被子植物的一目，旧属木兰纲金缕梅亚纲，含7科，均为乔木或灌木。特征为坚果外包有壳斗。单叶，通常互生。花单性，雌雄同株。雄花聚生成柔荑花序。雌花单生或簇生，外包一轮鳞片，后鳞片发育为壳斗。

## 分布
多数种类原产于温带和亚热带地区，但少数种类，主要是桦木科和种类，分布到北极和阿尔卑斯气候带木本植物的特征极限区域。與松柏門類似，演化出許多耐寒樹種。

## 分类
在克朗奎斯特分类法上是双子叶植物纲金縷梅亞綱中的一个目。
在APG 分类法中，壳斗目是真双子叶植物分支中蔷薇类植物分支中豆类植物分支中的一目。